# 3-Nitroftálsav
A 3-nitroftálsav sárgás kristályos por. Közbülső termék korróziógátlók, gyógyszerek (Kandezartán), luminol és mezőgazdaságban használt vegyszerek előállítására.

## Előállítás[2]
Ftálsav-anhidridből és salétromsavból kénsav jelenlétében:
A reakció során 4-nitro-ftálsav is keletkezik.
Előállítható még nitronaftalinból vagy a ftálsav különböző módon történő nitrálásával.